# Franz Kampichler
Franz Josef Kampichler (* 27. Juni 1947 in Wien) ist ein ehemaliger österreichischer Politiker (ÖVP). Kampichler war zwischen 1985 und 2002 Abgeordneter zum Nationalrat. Von 2013 bis 2023 leitete er die Organisation Vereinigung öffentlicher Mandatare und Funktionäre.

## Ausbildung und Beruf
Nach der Pflichtschule besuchte Kampichler zwischen 1961 und 1964 die kaufmännische Berufsschule in Wiener Neustadt und Theresienfeld. 1967 leistete er den Präsenzdienst ab. Kampichler arbeitete als Filialleiter der Firma Josef Kampichler und war Verkäufer im Außendienst bei der Firma Kortmann und Schulte in Wien. Zudem arbeitete Kampichler als Akquisiteur bei der Firma Walter Bösch KG in Lustenau.

## Politik
Kampichler war ab 1980 Gemeinderat in Edlitz und hatte von 1993 bis Anfang 2002 das Amt des Bürgermeisters inne. Er war auch Schulobmann der Volks- und Hauptschulgemeinde Edlitz. Er war zudem von 1983 bis 2002 Bezirksobmann des ÖAAB Neunkirchen und von 1985 bis 1995 Landesvorsitzender des Niederösterreichischen Familienbundes. 1987 wurde er zum Präsidenten der Interessenvertretung der Niederösterreichischen Familien gewählt und wirkte zwischen 1993 und 1997 als Präsident des Österreichischen Familienbundes.
Er war ab dem 29. Oktober 1991 Landesvorsitzender Stellvertreter der Gesellschaft „Rettet das Kind“.
Kampichler vertrat die ÖVP zwischen dem 2. Juli 1985 und dem 8. Juli 1993 im Bundesrat und vom 9. Juli 1993 bis zum 19. Dezember 2002 im Nationalrat, wobei seine Zugehörigkeit zum Parlament mehrfach für kurze Zeit unterbrochen war. Nach seiner Niederlage bei der Bürgermeisterwahl 2002 stellte Kampichler seine politische Funktion in Frage. Eine Bürgerliste, auf der die gesamte Gemeindeverwaltung kandidierte, hatte die absolute Mehrheit errungen und Kampichler eine schwere Niederlage zugefügt. Nachdem der Niederösterreichische ÖAAB nicht ihm, sondern dem Wiener Neustädter Bezirksparteiobmann Johann Rädler die Zustimmung zugesagt hatte, verzichtete Kampichler auch auf eine Kandidatur an zweiter Stelle der Regionalwahlkreisliste. Zudem legte er in der Folge nach 20 Jahren seine Funktion als ÖAAB-Bezirksobmann zurück.
Von dem 5. März 2013 bis zum 9. Februar 2023 war Kampichler Bundesvorsitzender der Vereinigung öffentlicher Mandatare und Funktionäre.

## Auszeichnungen
- Großes Goldenes Ehrenzeichen für Verdienste um die Republik Österreich (2003)[7][8]
- Großes Silbernes Ehrenzeichen für Verdienste um die Republik Österreich